# 55 aC

## Esdeveniments

### Bretanya
- 12 d'agost - Juli Cèsar comanda la primera invasió contra la Gran Bretanya.

### República Romana
- Gneu Pompeu Magne i Marc Licini Cras Dives I són cònsols.

## Necrològiques
- Quinto Metel Nepot, cònsol romà.
- Berenice IV, reina d'Egipte.
- Lucreci, filòsof romà.
- Tigranes II, emperador l'Armènia.